# Kae Tempest
Kae Tempest,  (n. 22 decembrie 1985, Greater London, Anglia, Regatul Unit) născut Kate Esther Calvert, este o persoană britanică activă în domeniile rap, poezie și literatură (teatru și romane).

## Biografie
Kae Tempest s-a născut și a crescut în sud-estul Londrei, fiind cel mai mic dintre cei cinci copii. După ce a abandonat școala în 2001, Tempest a avut prima sa apariție ca rapper la Londra, la vârsta de 16 ani.
În august 2020, Tempest a anunțat pe Twitter că de acum înainte va folosi numele Kae și va folosi genul neutru they (nu poate fi tradus în romană) în locul pronumelui anterior feminin she/her ("ea/el"). Acest anunț este înțeles în reportajele mass-media ca o expresie a unei identități de gen non-binare (neutru din punct de vedere al genului). 

## Carieră

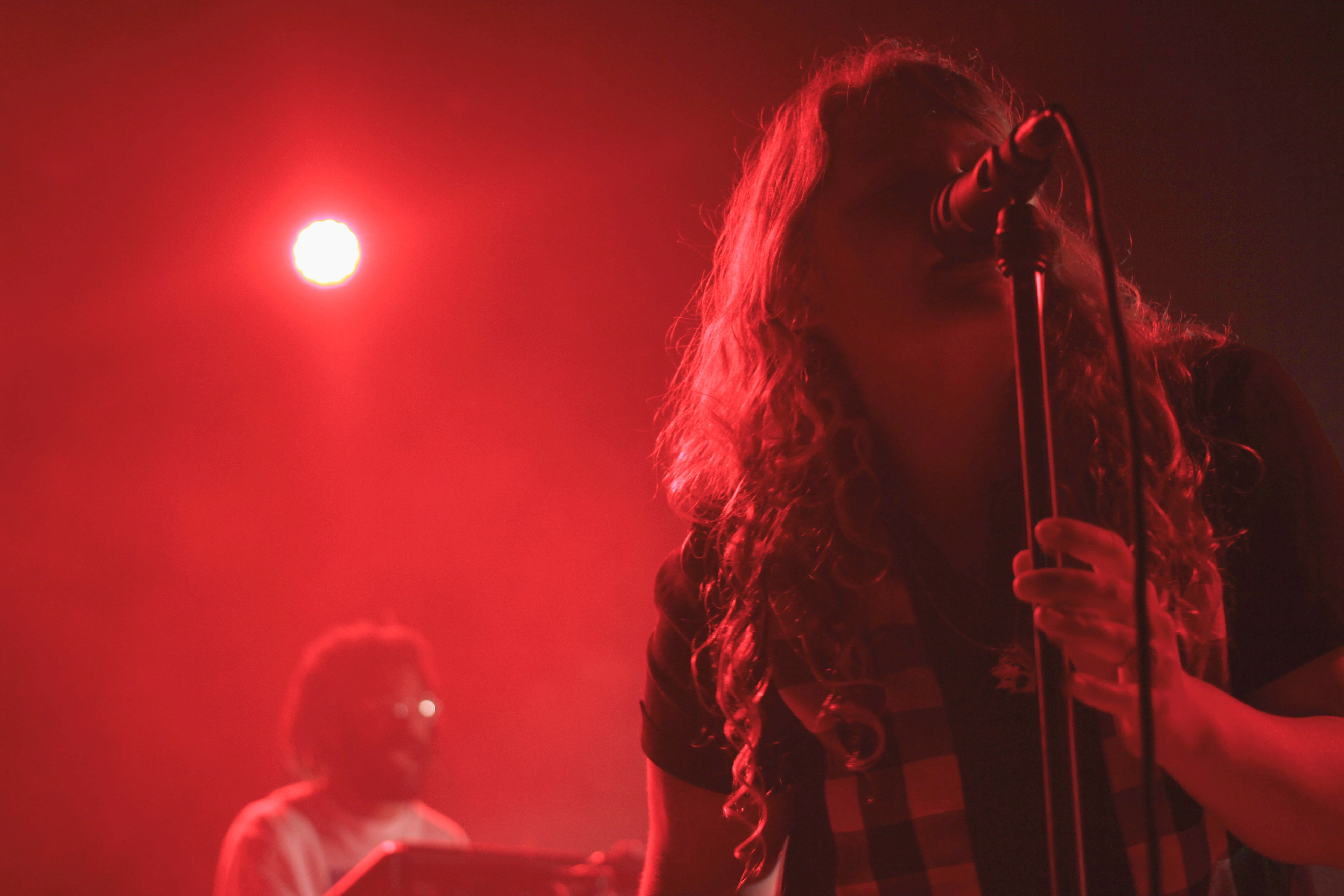
Kae Tempest la festivalul Sweden's Way Out West (2015)

În 2006, la vârsta de 21 de ani, Tempest a început să participe la Poetry-Slams. Cu propria sa trupă Sound of Rum, Tempest a făcut turnee în Europa, Australia și America. Tempest a apărut în programul de deschidere alături de cântărețul și compozitorul britanic Billy Bragg, printre alții. Au urmat apariții la Festivalul de la Glastonbury și alte evenimente. 
În 2012 a fost publicată prima culegere de poezii a lui Tempest, Halderner Open Air ("Totul vorbește în felul său"); prima piesă de teatru Wasted a fost lansată în 2013. În 2013, Tempest a devenit prima persoană poetică non-masculină sub 40 de ani care a câștigat Ted Hughes Award premiul pentru poezie al Societății Britanice de Poezie, cu spectacolul Brand New Ancients.
În 2014 a fost lansat albumul Everybody Down, produs de Dan Carey și nominalizat la Mercury Prize 2014. Primul roman al lui Tempest, Chat Built The House (Cărămizile care au construit casele), a fost publicat în 2016.
În 2021, Tempest va fi premiat cu Leul de Argint în secțiunea de teatru a Bienalei di Venezia „pentru o lucrare diversă”.

## Opere

### Poezie
- 2012: Everything Speaks in its Own Way.
- 2014: Hold Your Own. Pan Macmillan, Londra, ISBN 978-1-4472-4121-8.
- 2016: Let Them Eat Chaos. Picador, Londra, ISBN 978-1-5098-3000-8.
- 2018: Running Upon The Wires. Picador, Londra, ISBN 978-1-5098-3002-2 .

### Spoken Word Performance
- 2012: Brand New Ancients – Ted Hughes Award 2013 (lansat pe CD în 2014)

### Teatru
- 2013: Wasted
- 2014: Glasshouse
- 2014: Hopelessly Devoted
- 2021: Paradise[12]

### Roman
- 2016: Cărămizile care au construit casele. Circul Bloomsbury, Londra

### Eseu
- Verbundensein Suhrkamp, Berlin 2021, ISBN 978-3-518-47164-7 .

### Non-ficțiune
- 2020: On Connection, Faber & Faber, Londra

### Albume
- 2011: Balance (cu „Sound of Rum”)
- 2014: Everybody Down – nominalizat la Mercury Prize 2014
- 2016: Let Them Eat Chaos
- 2019: The Book of Traps and Lessons
- 2022: The Line Is A Curve

### Colaborări
- 2019: Trust In The Lifeforce Of The Deep Mystery (cu The Comet Is Coming)
- 2019: Where the Heart Is (cu Elysian String Quartet)

### Single
- 2014: Our Town
- 2015: Bad place for a Good Time
- 2015: Europe Is Lost
- 2017: Tunnel Vision
- 2018: Bubble Muzzle
- 2019: Firesmoke